# Odontamblyopus lacepedii
Odontamblyopus lacepedii là một loài cá bống lươn được tìm thấy trong đáy bùn vùng biển của Trung Quốc, Hàn Quốc và Nhật Bản. Loài này đào hang thẳng đứng sâu đến 90 cm (35 in) ở đáy biển. Loài này có thể đạt chiều dài 30,3 cm (11,9 in).